# 南アフリカ国立宇宙機関
南アフリカ国立宇宙機関（South African National Space Agency, SANSA）は南アフリカ共和国の宇宙開発機関。

## 概要
SANSAの設立以前の宇宙事業は、科学産業研究会議（CSIR）が南アフリカ科学技術振興庁（SAASTA）と連携して行ってきた。
2006年7月28日南アフリカ政府は宇宙機関の設立を承認、2010年12月に正式に発足した。SANSAは、南アフリカ宇宙評議会および関連機関と緊密な調整を行い、南アフリカの宇宙科学技術プログラムの長期計画の策定・実施する予定。

## 施設
ヨハネスブルグ近郊のハーテベーステクCSIR衛星応用センターでは、スポット5をはじめとする多くの地球観測衛星からデータを受信して国土開発に生かしている。

## 南アフリカの人工衛星
- SUNSAT（約60kg） : 1999年2月打上げ。南アフリカ共和国初の国産衛星。アメリカのロケットを使用。
- サンバンディラサット（英語版）（約80kg）：2009年9月打上げ。ロシアのロケットを使用。